# Энн-Мари
Энн-Мари́ Ро́уз Ни́колсон (англ. Anne-Marie Rose Nicholson; род. 7 апреля 1991 года), более известна просто как Энн-Мари́ (англ. Anne-Marie) — британская певица и автор песен, трёхкратная чемпионка мира по каратэ Сётокан. Победительница британской музыкальной премии «MTV Brand New 2016». На протяжении трёх лет была лайв-вокалисткой британской электронной группы Rudimental, после чего занялась сольной карьерой. Исполнительница хита «Rockabye» совместно с Clean Bandit и Шоном Полом, который провел 9 недель на вершине британского чарта синглов, а также возглавил хит-парады более чем в 20 других странах.

## Ранняя жизнь
Энн-Мари родилась в Эссексе, её отец — ирландец, а мать — англичанка. Есть сестра Саманта. В детстве она играла в двух мюзиклах на Вест-Энде — «Отверженные», когда ей было шесть лет, и в мюзикле «Свистни по ветру» с молодой Джесси Джей, когда ей было 12. В 2010 году Энн-Мари приняла участие в британском шоу талантов «Don’t Stop Believing». Энн-Мари состояла в команде под названием «Original Talent». Кроме того, Энн-Мари — трёхкратная чемпионка мира по карате (стиль сётокан). Начала заниматься данным спортом, когда ей было 9 лет. Имеет такие награды, как двойное золото в чемпионате мира FSKA 2002, золото и серебро чемпионата мира FSKA 2007 и золото в национальном чемпионате UKTKF. Энн-Мари захотела заняться музыкой, и из-за частых гастролей с электронной группой Rudimental у неё не было времени тренироваться. Она достигла высот в каратэ, поэтому решила полностью уйти в мир музыкальной индустрии и начала сольную карьеру. Но несмотря на это, Энн-Мари «приходящий» инструктор 2-го дана в каратэ школе Великобритании «Tokon Kai Shotokan Karate»..

## Музыкальная карьера

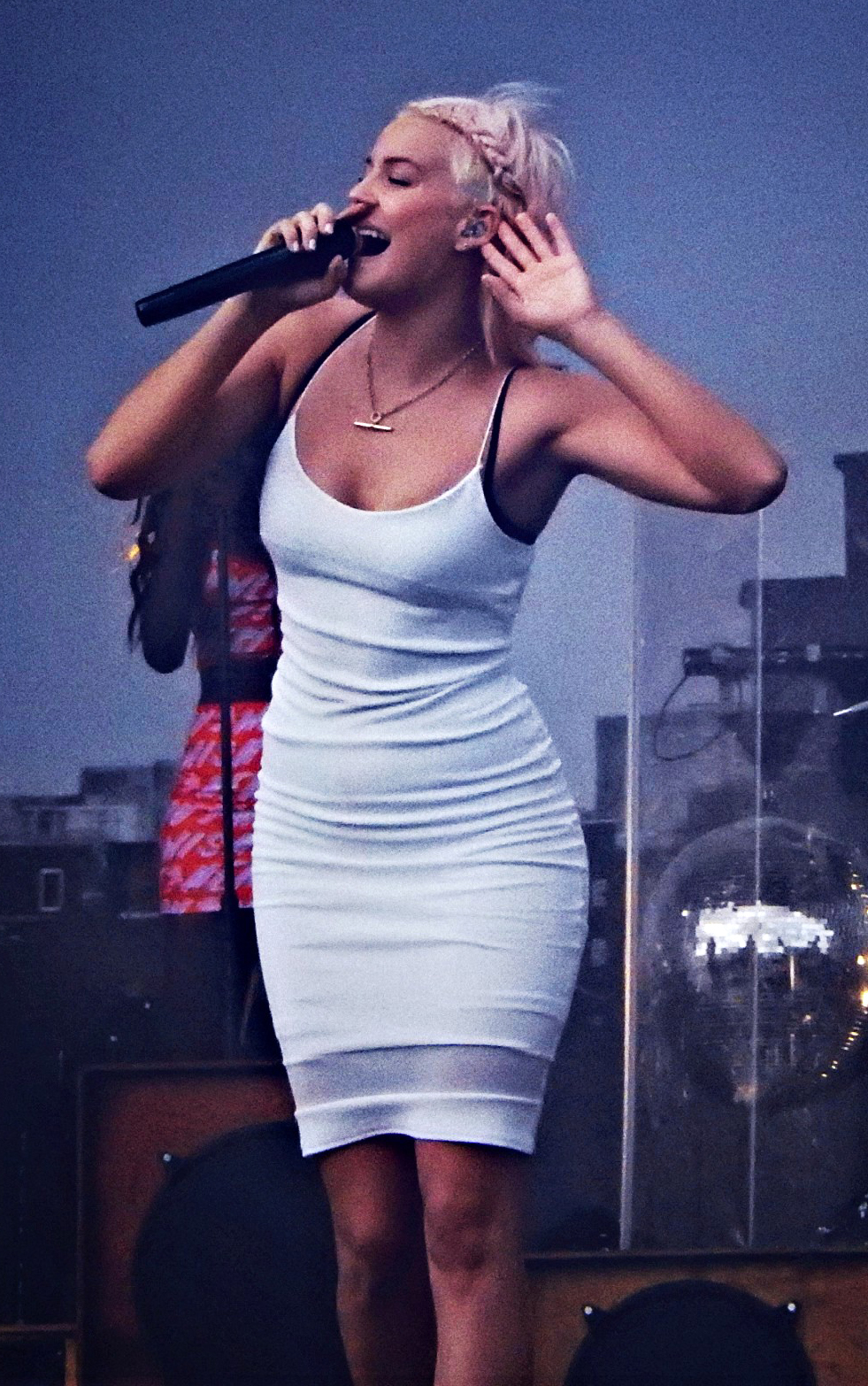
Энн-Мари в 2014 году

### 2013 — 2015: Начало карьеры и альбомKarate
В 2013 году Энн-Мари выложила в сеть демо-версию своей песни «Summer Girl», после чего была замечена музыкальным лейблом Элтона Джона «Rocket Music». Но сольная карьера была ограничена, чтобы она могла развить себя как полноценного артиста. В это время она участвовала в записи треков Magnetic Man и Raized by Wolves, после чего привлекла внимание электронной группы Rudimental. У них было две лайв-вокалистки, одна из которых ушла, и поэтому они попросили Энн-Мари заменить её. Она появилась на четырёх треках на втором студийном альбоме Rudimental — We the Generation, два из которых были записаны совместно с рэпером Диззи Раскалом и Уиллом Хердом. Энн-Мари потратила около трёх лет на гастроли вместе с ними.
12 мая 2015 года Энн-Мари выпустила дебютный сингл «Karate», который вышел на новом лейбле, созданный электронной группой Rudimental — «Major Tom’s». Она стала первой артисткой, кто был подписан на их лейбл. 24 июня 2015 также был выпущен второй сингл «Gemini» с мини-альбома, а сам мини-альбом «Karate» был выпущен 10 июля 2015 года.

### 2016 — 2018: Дебютный альбомSpeak Your Mind

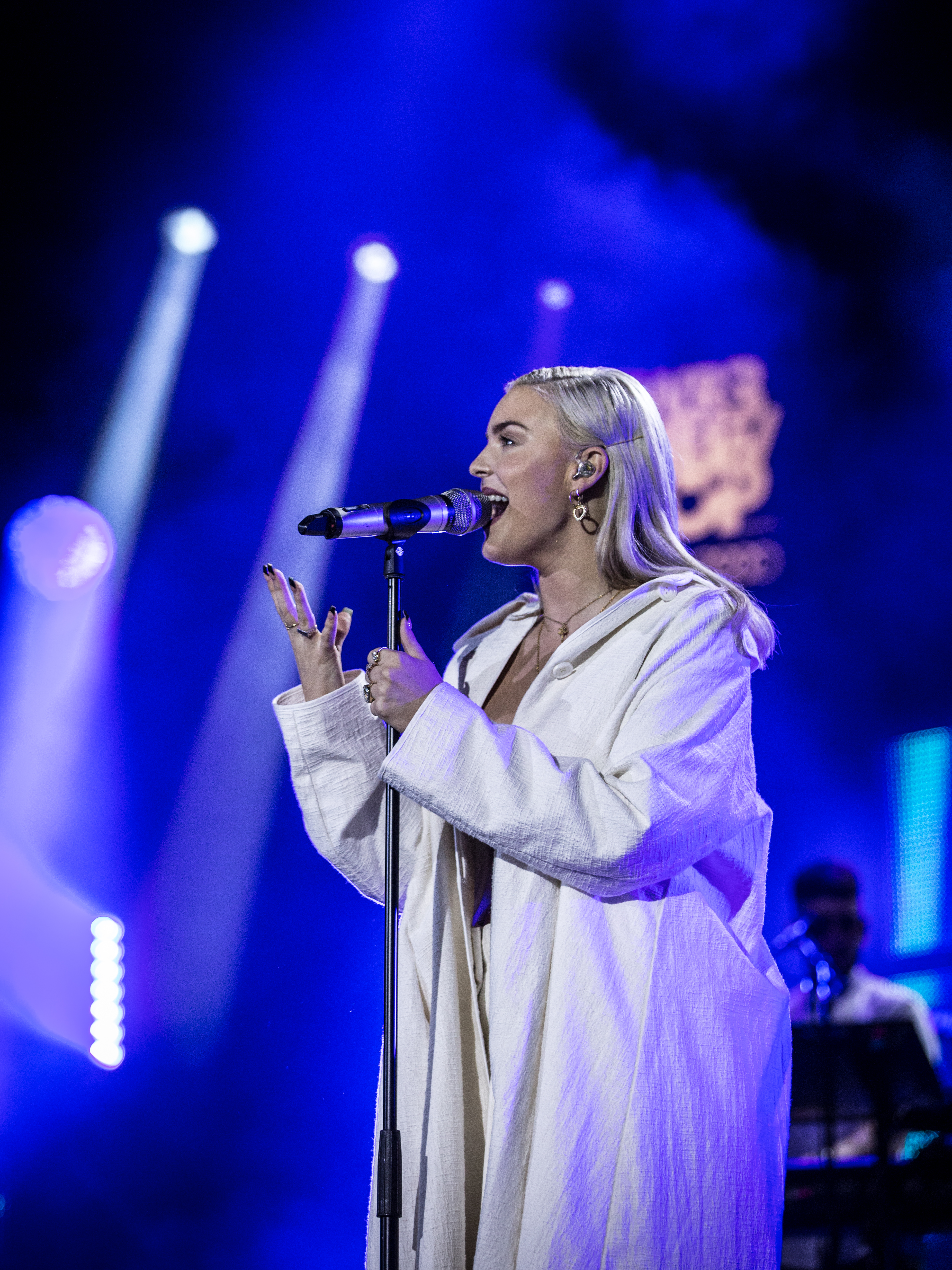
Энн-Мари в 2017 году

В конце 2015 Энн-Мари выпустила песню «Do It Right», которая в начале 2016 года была утверждена в качестве лид-сингла с дебютного альбома, который достиг 90 строчки в официальном сингловом чарте Великобритании. Позже она заявила, что полноформатный альбом будет выпущен позднее в том же году, который имел название «Breathing Fire». 20 мая 2016 был выпущен второй сингл «Alarm» в поддержку пластинки, который достиг 16 строчки в официальном сингловом чарте Великобритании. Третьим синглом с альбома должен был стать трек «Breathing Fire», но его релиз постоянно переносили и он так и не был выпущен. В это время, в октябре 2016 года Энн-Мари выпустила сингл с австралийским хип-хоп исполнителем Illy — «Catch 22», также в октябре был выпущен супер-хит Clean Bandit — «Rockabye», в записи которого приняли участие Шон Пол и Энн-Мари. «Rockabye» провел 9 недель на вершине британского чарта синглов, а также возглавил национальные чарты синглов и хит-парады радиостанций более чем в 30 странах. Он был сертифицирован мультиплатиновым. В конце 2016 Энн-Мари заявила, что альбом перенесен на 2017 год и никакой информации о названии и дате выхода не давала.
В 2017 году выпустила синглы «Ciao Adios» и «Heavy». 8 февраля 2018 года выпустила трек «Friends» совместно с Marshmello. 19 апреля 2018 года выпустила трек «2002», написанный совместно с Эдом Шираном.
27 апреля 2018 года вышел дебютный альбом певицы Speak Your Mind выпущенный лейблами Major Tom’s и Asylum. Энн-Мари анонсировала альбом 21 февраля 2018 года, и он был доступен для предварительного заказа через два дня. Также в ноябре 2018 вышел трек «Rewrite the stars» совместно с Джеймсом Артуром.

### 2019 — 2021:Therapy
1 августа вышла песня «Fuck, I’m Lonely» совместно с американским исполнителем Lauv, которая вошла в саундтрек сериала «13 причин почему». 7 января 2020 года вышла песня «Birthday». Она является промосинглом её следующего альбома. 22 марта 2020 года вышла песня «Her» посвящённая маме Энн-Мари в День матери.  13 июля 2020 года вышла песня «To be young» совместно с хип-хоп исполнительницей Doja Cat. 12 ноября 2020 года Энн-Мари выпустила сингл «Problems».
2 января 2021 года она впервые появилась в качестве нового тренера десятого сезона шоу The Voice, заменив Меган Трейнор.
15 января 2021 года Энн-Мари выпустила сингл «Don’t Play» в сотрудничестве с рэпером KSI и диджеем Digital Farm Animals.
21 мая 2021 года Энн-Мари выпустила песню «Our Song» совместно с ирландским певцом Найлом Хораном. Тогда же певица анонсировала выпуск второго альбома и обнародовала его название и обложку. В поддержку альбома были также выпущены синглы «Beautiful» и «Kiss My (Uh-Oh)», записанный совместно с группой Little Mix.
Альбом Therapy вышел 23 июля 2021 года.

### 2022 — настоящее время: предстоящий третий альбом
27 мая 2022 года Энн-Мари совместно с шведским дуэтом Neiked и американской рэпершей Латто выпустила сингл «I Just Called».
26 августа Энн-Мари появилась на треке k-pop-группы Seventeen «_World».
15 сентября Энн-Мари выпустила трек «Psycho» совместно с британским рэпером Aitch. Песня стала лид-синглом в поддержку её предстоящего третьего студийного альбома.

## Личная жизнь
В 2018 году Энн-Мари рассказала, что её привлекают как мужчины, так и женщины, но она не любит слово бисексуал. 
Меня привлекает тот, кто мне нравится.
В 2022 году Энн-Мари начала встречаться с британским рэпером Slowthai. Их отношения были подтверждены Slowthai в интервью Rolling Stone в феврале 2023 года. В марте 2024 года стало известно, что у них родилась дочь.

## Дискография

### EP (мини-альбомы)
- Karate (2015)

### Альбомы
- Speak Your Mind (2018)
- Therapy (2021)
- UNHEALTHY (2023)